# Königstein im Taunus
Königstein im Taunus é um município na Alemanha, no estado federal de Hessen.